# Aloe castellorum
Aloe castellorum là một loài thực vật có hoa trong họ Măng tây. Loài này được J.R.I.Wood mô tả khoa học đầu tiên năm 1983.